# Donacaula amblyptepennis
Donacaula amblyptepennis är en fjärilsart som beskrevs av Dyar 1917. Donacaula amblyptepennis ingår i släktet Donacaula och familjen Crambidae. Inga underarter finns listade i Catalogue of Life.